# Eric Campbell (baseball)
Pour les articles homonymes, voir Eric Campbell (homonymie) et Campbell.
Eric Singleton Campbell (né le 9 avril 1987 à Norwich, Connecticut, États-Unis) est un joueur d'utilité de la Ligue majeure de baseball.

## Carrière
Joueur au Boston College, Eric Campbell est repêché par les Mets de New York au 8e tour de sélection en 2008. Dans les ligues mineures, i se distingue entre autres par son habileté à évoluer à plusieurs positions sur le terrain : il joue surtout au premier but, au troisième but et au champ gauche.
Campbell fait ses débuts dans le baseball majeur le 10 mai 2014 avec les Mets. À sa saison recrue, sa moyenne au bâton s'élève à ,263 en 85 parties jouées et il frappe 3 circuits.